# Ilias Boumassaoudi
Ilias Boumassaoudi (en arabe : إلياس بومسعودي), né le 14 janvier 2005 à Eindhoven (Pays-Bas), est un footballeur marocain qui joue au poste d'attaquant au FC Den Bosch.

## Biographie

### Naissance et jeunesse
Ilias Boumassaoudi naît à Eindhoven, aux Pays-Bas, au sein d'une famille marocaine. Son père l'initie très tôt au football en lui achetant ses premiers ballons. Dès son plus jeune âge, il apprend à dribbler dans le salon de la maison.

### Carrière en club
Il commence le football dans le club amateur du SVV Unitas '59, avant d'intégrer le centre de formation du PSV Eindhoven. En raison de son physique léger pour son âge, il est écarté par le PSV. Il rebondit au NAC Breda avant de rejoindre le FC Den Bosch.
Le 19 avril 2023, il signe son premier contrat professionnel au FC Den Bosch. Quelques semaines plus tard, en fin de saison 2022-2023, il dispute son premier match professionnel contre le Jong FC Utrecht en D2 néerlandaise (match nul, 0-0). Quatre jours plus tard, il reçoit sa première titularisation et inscrit son premier but contre l'Almere City FC (match nul, 2-2).

### Carrière en sélection
Possédant la double nationalité néerlandaise et marocaine, Ilias Boumassaoudi peut prétendre à une sélection avec les Pays-Bas et le Maroc.
En novembre 2024, il participe au championnat d'Afrique du Nord (tournoi UNAF) à domicile avec le Maroc des moins de 20 ans et remporte ainsi son premier titre international, le qualifiant automatiquement à la prochaine Coupe d'Afrique des nations.
En avril, il est convoqué par Mohammed Ouahbi pour prendre part à la Coupe d'Afrique des nations avec le Maroc des moins de 20 ans,. Il qualifie le Maroc en demi-finales de cette compétition grâce à son entrée en jeu, où il délivre le Maroc avec l'unique but inscrit face au Sierra Leone des moins de 20 ans,. Il est également élu homme du match. Le 15 mai 2025, il se qualifie en finale de la CAN grâce à une victoire 0-1 contre l'Égypte des moins de 20 ans,.

## Style de jeu
Ilias Boumassaoudi est un ailier gauche de formation. Il évolue principalement en tant que numéro 10 ou sur les côtés, où il peut exprimer toute sa créativité. 
C’est un footballeur capable de marquer, mais aussi de faire jouer les autres. Doté d’un bon jeu des deux pieds, il cherche constamment à créer des occasions pour ses coéquipiers. Ce qui le caractérise, c’est sa volonté d’apporter du danger à chaque possession, que ce soit par la passe ou par la percussion.
Il s’inspire notamment de Kevin De Bruyne, dans sa manière de choisir le bon moment pour faire la différence : une passe en profondeur millimétrée ou une action individuelle décisive.

## Palmarès

### En sélection
- Maroc -20 ans
  - Coupe d'Afrique des nations
    -  Finaliste en 2025[11],[12].

  - Championnat d'Afrique du Nord
    -  Vainqueur en 2024[5]